# Unterseeboot 466
L'Unterseeboot 466 ou U-466 est un sous-marin allemand (U-Boot) de type VIIC utilisé par la Kriegsmarine pendant la Seconde Guerre mondiale.
Le sous-marin est commandé le 15 août 1940 à Kiel (Deutsche Werke), sa quille posée le 24 mai 1941, il est lancé le 30 mars 1942 et mis en service le 17 juin 1942, sous le commandement de l'Oberleutnant zur See Gerhard Thäter (en).
Il est reconnaissable à son emblème : un cœur orné de rayons de soleil, peint sur son kiosque.
L'U-466 n'a ni endommagé ni coulé de navire au cours des cinq patrouilles (184 jours en mer) qu'il effectue.
Il est sabordé près de Toulon en août 1944, pour interdire aux forces alliées de s'en emparer.

## Conception
Unterseeboot type VII, l'U-466 avait un déplacement de 769 tonnes en surface et 871 tonnes en plongée. Il avait une longueur totale de 67,10 m, un maître-bau de 6,20 m, une hauteur de 9,60 m et un tirant d'eau de 4,74 m. Le sous-marin était propulsé par deux hélices de 1,23 m, deux moteurs diesel Germaniawerft M6V 40/46 de 6 cylindres en ligne de 1400 cv à 470 tr/min, produisant un total de 2 060 à 2 350 kW en surface et de deux moteurs électriques Siemens-Schuckert GU 343/38-8 de 375 cv à 295 tr/min, produisant un total 550 kW, en plongée. Le sous-marin avait une vitesse en surface de 17,7 nœuds (32,8 km/h) et une vitesse de 7,6 nœuds (14,1 km/h) en plongée. Immergé, il avait un rayon d'action de 80 milles marins (150 km) à 4 nœuds (7,4 km/h; 4,6 milles par heure) et pouvait atteindre une profondeur de 230 m. En surface son rayon d'action était de 8 500 milles nautiques (soit 15 700 km) à 10 nœuds (19 km/h). 
L'U-466 était équipé de cinq tubes lance-torpilles de 53,3 cm (quatre montés à l'avant et un à l'arrière) qui contenait quatorze torpilles. Il était équipé d'un canon de 8,8 cm SK C/35 (220 coups) et d'un canon antiaérien de 20 mm Flak. Il pouvait transporter 26 mines TMA ou 39 mines TMB. Son équipage comprenait 4 officiers et 40 à 56 sous-mariniers.

## Historique
Il suit son temps d'entraînement initial à la 5. Unterseebootsflottille jusqu'au 31 décembre 1942, il rejoint son unité de combat avec la 3. Unterseebootsflottille jusqu'au 31 mars 1944 puis il est affecté à la 29. Unterseebootsflottille jusqu'à sa destruction.
Sa première patrouille, au départ de Kiel, se déroule dans l'Atlantique Nord entre l'Islande et les Îles Féroé. Le 11 février 1943, après 31 jours en mer, il accoste à La Rochelle (La Pallice), en France occupée en passant au sud-est du Groenland.
Sa deuxième patrouille, au départ de La Rochelle, se passe dans l'Atlantique. Le 10 mai, le groupe Elbe 2, dont l'U-466, poursuit le convoi SC-129. L'opération cesse le 13 mai 1943 à l'ouest de l'Irlande, avec deux bâtiments envoyés par le fond et un U-Boot porté disparu : l'U-186. Le 16 mai, il est ravitaillé par l'U-459 au sud-est du Groenland, il rentre à La Rochelle le 26 mai, après quarante jours de mer.
Sa troisième patrouille, du 29 juin au 16 août, le fait naviguer jusqu'au large de Suriname, en Amérique du Sud. En route vers sa zone opérationnelle, l'U-466 est ravitaillé par l'U-487, le 12 juillet, au sud-ouest des Açores.
Le 23 juillet, il est attaqué à deux reprises par des avions, la première fois par un Liberator à 160 milles nautiques de Cayenne et plus tard par un B 18. Il est de nouveau attaqué le lendemain matin par un autre Liberator. L'U-466 touche plusieurs fois l'avion avec son artillerie, endommageant son système de largage de bombes. Quatre charges de profondeur sont lancées, qui endommagent le bateau et blessent cinq membres d'équipage. Trois U-Boote ravitailleurs étant coulés dans le Golfe de Gascogne en juillet 1943, il n'est plus possible de ravitailler les bateaux en patrouille au large des côtes de Guyane. Il rentre en France après 49 jours en mer.
Lors de sa quatrième patrouille, il est gravement endommagé par des charges de profondeur, lors d'une attaque des navires d'escorte du convoi MKS-29. Le sous-marin retourne à la base le 19 novembre, après trente-cinq jours en mer.
Sa cinquième patrouille, au départ de La Rochelle pour la Méditerranée, se déroule du 4 au 30 mars 1944. Il passe le Détroit de Gibraltar dans la nuit du 22 au 23 mars 1944 et accoste à Toulon le 3 mars après avoir été attaqué par le sous-marin britannique HMS Uproar. Le navire tire quatre torpilles sur l'U-Boot, le manquant.
L'U-466 est gravement endommagé par l'United States Army Air Forces lors d'un assaut contre Toulon le 5 juillet 1944.
Pour empêcher toute tentative des forces alliée de le capturer lors du débarquement dans le sud-est de la France (Operation Dragoon) à la mi-août 1944, les Allemands le sabordent le 19 août, à la position 43° 05′ N, 5° 56′ E, à Saint-Mandrier, près de Toulon.
Il est le dernier U-Boot sabordé en Méditerranée.
L'épave est envoyée à la ferraille en 1946.

## Affectations
- 5. Unterseebootsflottille du 17 juin 1942 au 31 décembre 1942 (Période de formation).
- 3. Unterseebootsflottille du 1er janvier 1943 au 31 mars 1944 (Unité combattante).
- 29. Unterseebootsflottille du 1er avril 1944 au 19 août 1944 (Unité combattante).

## Commandement
- Kapitänleutnant Gerhard Thäter (en) du 17 juin 1942 au 19 août 1944.

## Patrouilles
|       | Commandant            | Départ            | Départ     | Arrivée           | Arrivée    | Jours     | Succès |
| ----- | --------------------- | ----------------- | ---------- | ----------------- | ---------- | --------- | ------ |
| 1     | Oblt. Gerhard Thäter  | 12 janvier 1943   | Kiel       | 11 février 1943   | La Pallice | 31 jours  |        |
| 2     | Oblt. Gerhard Thäter  | 17 avril 1943     | La Pallice | 26 mai 1943       | La Pallice | 40 jours  |        |
| 3     | Oblt. Gerhard Thäter  | 29 juin 1943      | La Pallice | 16 août 1943      | La Pallice | 49 jours  |        |
|       | Oblt. Gerhard Thäter  | 29 septembre 1943 | La Pallice | 30 septembre 1943 | La Pallice | 2 jours   |        |
| 4     | Kptlt. Gerhard Thäter | 16 octobre 1943   | La Pallice | 19 novembre 1943  | La Pallice | 35 jours  |        |
| 5     | Kptlt. Gerhard Thäter | 4 mars 1944       | La Pallice | 30 mars 1944      | Toulon     | 27 jours  |        |
| Total | Total                 | Total             | Total      | Total             | Total      | 184 jours | 0 t    |

Note : Oblt. = Oberleutnant zur See - Kptlt. = Kapitänleutnant

### Opérations Wolfpack
L'U-466 opéra avec les Wolfpacks (meute de loups) durant sa carrière opérationnelle.
- Haudegen (26-29 janvier 1943)
- Amsel (22 avril - 3 mai 1943)
- Amsel 4 (3-6 mai 1943)
- Rhein (7-10 mai 1943)
- Elbe 2 (10-13 mai 1943)
- Schill (25 octobre - 10 novembre 1943)